# 黒猫同盟
黒猫同盟（くろねこどうめい）は、上田ケンジと小泉今日子による音楽ユニット。

## 略歴
小泉がSpotifyオリジナルPodcastの番組「ホントのコイズミさん」を始めるにあたり、Spotifyでは既存の曲を放送できないが、オリジナルの曲であれば放送できるということを確認。上田に相談して2021年4月6日にユニットを結成。ユニット名は、二人が同時期に保護猫の黒猫を引き取り飼い始めたことに由来。

## ディスコグラフィ[3]

### シングル
1. Un chat noir（2021年6月28日）#配信限定
2. UNDEUX（2021年9月22日）#配信限定
3. にゃんこの哲学（2024年6月5日）#配信限定

### EP
1. Enchante'（2021年8月4日）#配信限定

### アルバム
1. Un chat noir（2021年9月29日）
2. ムーランルージュの黒猫
  1. 　CD版（2024年2月22日）
  2. 　アナログ版（2024年3月20日）

#### その他のアルバム
1. Petit Chat Noir（2023年1月7日）#ライブ会場限定CD

### ビデオ・DVD・Blu-ray
1. UNDEUX!!（2022年12月21日）

### タイアップ
| 楽曲                       | タイアップ                            |
| -------------------------- | ------------------------------------- |
| 黒猫同盟のミュニシパリズム | 「映画 ○月○日、区長になる女。」主題歌 |
| にゃんこの哲学             | 2024年06月〜07月 みんなのうた         |

## 出演

### イベント
- 黒猫同盟 UNDEX!!（2021年10月27日）
- 黒猫同盟 Tour 2023 UNDEUX!!（2023年）
- ボギーだョ!全員黒猫（2023年1月13日）
- ボギー家族と黒猫同盟（2023年1月14日）
- A十だよ、全員集合! 小関純匡感謝還暦祭り（2023年10月17日）
- 『映画 ○月○日、区長になる女。』トークショー（2024年1月8日）
- 黒猫同盟TOUR 2024 めざせ!モンマルトル（2024年）
- 近田春夫×小泉今日子プロデュース BAD MORNING! CLUB vol.3（2024年9月8日）
- 『Viva Niki タロット・ガーデンへの道』トークイベント（2024月11日）
- 『映画 ◯月◯日、区長になる女。』ロングラン記念トークイベント（2024年9月26日）
- akkin Birthday Live 「まだ50歳です。」（2024年12月18日）
- 近田春夫×小泉今日子プロデュース BAD MORNING! CLUB vol.4（2025年1月13日）
- ASHIKAGA MUSIC GARDEN（2025年6月1日）
- asatte RALLY「続・こころ踊らナイト」（2025年6月4日）
- モリマンフェス（2025年6月6日）
- 京都黒猫博物館（2025年6月8日）
- HIDA TAKAYAMA JAZZ FESTIVAL 2025（2025年7月19日）
- 天才パンク少年60年の歩み ウエケン還暦フェス（2025年8月30日）（予定）